# منتخب بنغلاديش للكابادي للسيدات
منتخب بنغلاديش للكابادي للسيدات (بالبنغالية: বাংলাদেশ জাতীয় মহিলা কাবাডি দল)‏ هو ممثل بنغلاديش الرسمي في المنافسات الدولية في كابادي للسيدات
.